# NGC 5013
NGC 5013 is een balkspiraalstelsel in het sterrenbeeld Maagd. Het hemelobject werd op 30 april 1864 ontdekt door de Duitse astronoom Albert Marth.

## Synoniemen
- NGC 5013
- UGC 8270
- MCG 4-31-12
- ZWG 130,16
- KUG 1309 231
- IRAS13091 2310
- PGC 45795